# 헤이와오도리

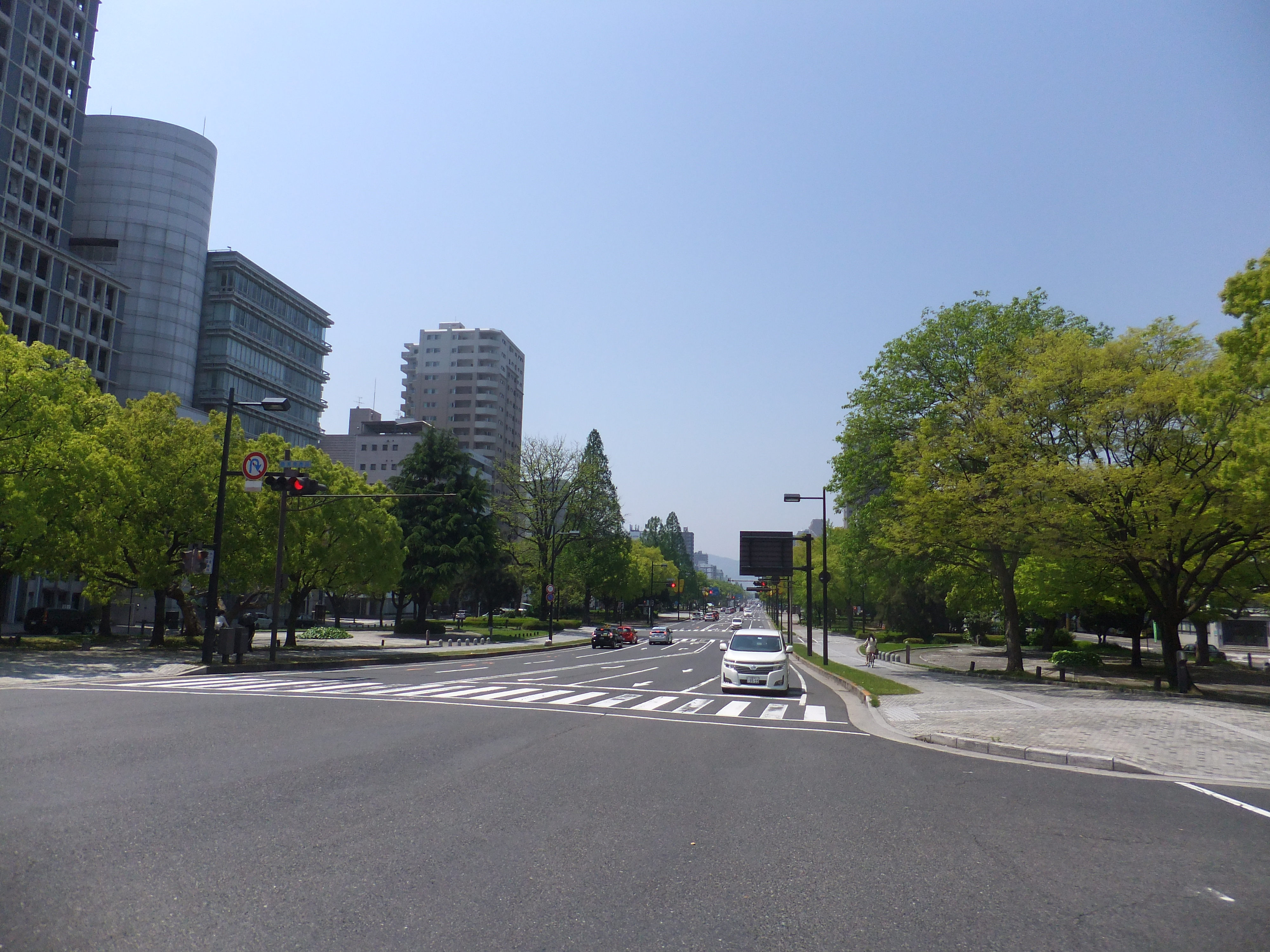
헤이와오도리

헤이와오도리(일본어: 平和大通り, 영어: Peace Boulevard)는 일본 히로시마현 히로시마시 중심부를 동서로 횡단하는 약 4km의 거리이다. 별칭은 '100m 도로'이다.

## 개요
1965년 개통되었으며, 평화의 거리라는 뜻을 가진 헤이와오도리라는 이름은 1951년 공모로 결정했다. 일본의 길 100선 중 하나이며, 길가의 히로시마 평화기념공원과 함께 도시 경관 100선에 선정되어있다.
태평양 전쟁 말기에 정비된 방화선 (소개도로) 중 하나로, 전쟁 후 일본 정부 방침인 전재 부흥 도시 계획에서 파생 된 100m 도로 계획이 실시되었으며, 국제 평화 문화 도시를 목표로 하는 히로시마시에서 상징화하여 조성한 공원 도로 (불바르)이다. 1946년 10월 히로시마 부흥 도시 계획을 수립했을 때 평화 공원, 강변 녹지와 함께 통합 계획된 것이며, 오늘날 히로시마 시 도시 계획의 기초가된 히로시마 평화 도시 건설 계획이 1952년 3월 수립한 때 이 도로가 시내의 도로 계획의 기본 축이 되었다. 또한 100m 도로 계획이 실시된 것은 여기와 나고야시의 와카미야오도리와 히사야오도리 3곳 뿐이다. 일부 알려져 있는 GHQ가 전후 잿더미가 된 히로시마의 지도에 한 개의 선을 긋고 거기에 100m 도로를 만들었다는 건 실재하지 않는 이야기이다.
히로시마 시 길 히지야마 고고 선의 일부를 구성하고 있으며, 서쪽이 오타강 방수로 서쪽, 동쪽이 교바시강 동쪽까지 오타강이 있어 히로시마 삼각주의 중앙을 동서로 관통한다.
시민이 이용하는 생활 도로이자 평화 공원에 방문하는 관광객이 이용하는 길이며, 많은 사람들이 통행한다. 매년 5월 3일부터 5일에 개최되는 평화의 제전 히로시마 플라워 페스티벌이 열리는 곳이기도 하다.
2000년대 들어 '헤이와오도리 리뉴얼 사업'을 착수하여 재편이 진행되고 있다.

## 호칭
정식 명칭은 일본어 표기로 헤이와오도리이며, 100m 도로는 통칭이다. 원래 계획은 100m 도로라고 했지만 이후 공모에서 헤이와오도리라고 정식 결정했다.
라틴어 표기로는 "Peace Boulevard"(피스 불바르)로, 영어 발음인 불바드가 아니라 프랑스어 발음인 불바르를 이용하고 있다. 라틴어 표기는 이전 도로 표지판 및 관광 자료 등은 로마자 표기인 "Heiwa Odori Avenue"가 사용되었다. 관광 입국 추진 기본법 시행 이후 국토교통성의 외국인 여행자의 수용 환경 정비 사업 등으로 표기가 협의된 "Peace Boulevard"로 통일되었다. 혹은 "Peace Boulevard (Heiwa Odori)", "Heiwa Odori (Peace Boulevard)"처럼 병기하도록 되어있다. 따라서 2013년 기준으로 Peace Boulevard가 완전히 시민에게 정착되지는 않았으며, 아직도 관광 안내 자료 등에서 Heiwa Odori라고 단독 기재하고 있는 것도 있다.

## 역사
다음은 2015년 1월 8일 주고쿠 신문 특집 기사를 바탕으로 기재한다.
- 1945년 8월: 히로시마에 원자 폭탄 투하
- 1946년 2월: 히로시마시 부흥 협의회가 발족, 100m 도로 계획 시작
- 1946년 11월: 고구타이지 정 (현 나카구)에서 정지(整地) 시작
- 1949년 5월: 히로시마 평화 기념 도시 건설법 통과
- 1951년 11월: 헤이와오도리 이름 결정
- 1952년 3월: 평화 대교 / 서쪽 평화 대교 완성
- 1957년 2월: 히로시마 시가 수목 제공 (공급 나무 운동)
- 1965년 5월: 헤이와오도리 개통
- 1975년 10월: 히로시마 도요 카프가 리그 첫 우승 퍼레이드 개최
- 1977년 5월: 제1회 히로시마 플라워 페스티벌 개최
- 1986년 8월: 일본의 길 100선에 선정
- 1996년 1월: 제1회 천황배 전국 도도부현 대항 남자 역전 경주 대회 시작
- 2002년 11월: 제1회 히로시마 드리미네이션 개최
- 2012년 12월: 산프레체 히로시마가 리그 첫 우승 퍼레이드 개최
- 2015년 5월: 개통 50주년

## 같이 보기
- 히로시마·나가사키 원자폭탄 투하